# Rob Pilatus
 (mars 2012).
Si vous disposez d'ouvrages ou d'articles de référence ou si vous connaissez des sites web de qualité traitant du thème abordé ici, merci de compléter l'article en donnant les références utiles à sa vérifiabilité et en les liant à la section « Notes et références ».
Pour les articles homonymes, voir Pilatus.
Robert Pilatus, dit Rob,  né le 8 juin 1964 à Munich (Allemagne) et mort le 3 avril 1998 à Friedrichsdorf (Allemagne), est un mannequin et un chanteur allemand, membre du duo Milli Vanilli.

## Biographie

### Premières années
Né à Munich le 8 juin 1965, Robert Pilatus est le fils d'un soldat afro-américain et d'une danseuse allemande. Il serait né à New York selon d'autres sources,. Ses parents l'abandonnent très tôt et il passe ses quatre premières années dans un orphelinat de Bavière avant d'être adopté par un couple allemand. Son père adoptif est ingénieur et sa mère adoptive est bibliothécaire.
Outre le fait d'avoir été abandonné, Robert dit que son enfance a été frustrante et traumatique en raison des différences culturelles profondes. « Mon père adoptif était ingénieur et ma mère femme au foyer », dit-il. « Le problème c'était mon père, qui a maintenant 64 ans. Il ne  voulait pas que ses enfants s'habillent bien. Il ne voulait pas que nous regardions la télévision américaine ou les films américains, les bandes dessinées étaient interdites. C'est pour cela que j'étais quelqu'un de solitaire. Tous les autres enfants à l'école avaient le droit de regarder Tarzan ou Lassie alors que cela m'était interdit. J'avais du mal à m'identifier à mes camarades de classe. J'étais différent. Si quelqu'un achetait une veste neuve qui était vraiment belle, j'en avais envie. Mais moi on m'achetait une parka parce cela tient chaud aux reins. Me retrouver le seul noir dans une population blanche, sans pouvoir m'identifier aux autres, c'était pour moi un gros handicap. Il y avait des soldats noirs dans notre entourage, mais je ne parlais pas anglais. Je parlais un très mauvais anglais. Comme j'avais un passeport allemand, je ne pouvais pas aller à l'ambassade américaine pour obtenir des produits américains comme le curl activator, la poudre de rasage Magic shave, enfin tous les produits dont j'avais besoin. J'ai dû attendre très longtemps pour pouvoir me procurer un peigne pour Afro. Je n'en veux pas à mes parents. Mais bon, ils ne comprenaient pas. »
En 1987 Robert participe au Concours de l'Eurovision en tant que choriste du groupe Wind qui représente l'Allemagne avec le titre Lass die Sonne in dein Herz et se classe 2ème.

### Rencontre avec Morvan
Rob Pilatus fait la connaissance de Fab Morvan dans un club de Munich. Les jeunes gens se découvrent une passion commune pour la musique et décident de constituer un groupe de rock et de soul, Empire Bizarre.

### Milli Vanilli
Le duo obtient l'attention du producteur de musique Frank Farian, qui les engage pour un spectacle musical. Peu de temps après un voyage en Turquie, où, selon la légende, un slogan publicitaire local aurait inspiré le nom du groupe, le duo Milli Vanilli est créé, Morvan et Pilatus devenant pour le public les visages du groupe qui repose en fait sur le talent vocal de Charles Shaw (en), John Davis (en) et Brad Howell (en), dont Farian pense qu'ils sont de bons musiciens mais que leur image se vendrait mal.
Le premier album de Milli Vanilli s'intitule Girl You Know It's True. En dépit des critiques, la renommée de Milli Vanilli se développe dans le monde entier. L'album recueille 5 hits et 4 no 1 aux États-Unis, Girl You Know It's True, Baby Don't Forget My Number, Blame It On The Rain et Girl I'm Gonna Miss You. Milli Vanilli obtient le Grammy Award du meilleur nouvel artiste le 22 février 1990 pour cet album qui se vend à plus de 5 millions d'exemplaires.
Mais le duo est bientôt la cible de rumeurs ; on les accuse de chanter en playback sur scène et de ne pas être les voix enregistrées sur l'album. Charles Shaw avoue la vérité sur Milli Vanilli à un journaliste, mais se rétracte après avoir été payé par Frank Farian pour se taire.
Comme Rob Pilatus et Fab Morvan insistent pour que Frank Farian les laisse chanter sur l'album suivant, le producteur révèle la supercherie aux journalistes le 15 novembre 1990, admettant que les voix enregistrées ne sont pas celles de Morvan et Pilatus qui ont été doublés. Milli Vanilli rend spontanément son Grammy Award quatre jours plus tard, et les studios Arista se séparent du groupe et suppriment le titre de leur catalogue, faisant de Girl you know it's true l'album le plus populaire qui ait jamais été retiré de la vente. Un tribunal américain reconnaît le droit aux personnes ayant acheté l'album de se faire rembourser.
Frank Farian essaie alors vainement de faire revenir le groupe au premier plan sous un nouveau nom sans Morvan et Pilatus, sous le nom The Real Milli Vanilli.

### Fin du groupe et décès
Dans les mois qui suivent le scandale, Morvan et Pilatus tournent un film publicitaire pour du chewing-gum sans sucre.
Rob et Fab s'installent à Los Angeles, où ils signent un contrat avec le groupe Joss Entertainment. Ils sortent un album sous le titre Rob & Fab, dont la plupart des titres sont écrits par Kenny Taylor et Fab Morvan, et chanté par Pilatus et Morvan. Les critiques sont encourageantes mais les problèmes financiers, l'absence de promotion et la mauvaise réputation des chanteurs en font un échec commercial.
En 1990, Rob Pilatus est poursuivi pour agression sexuelle sur une femme de 25 ans. En 1996, il agresse un homme avec un pied de lampe, et écope de trois mois de prison fermes assortis de six mois de traitement pour toxicomanie. Il effectue un séjour dans un centre de sevrage pour drogués (que Frank Farian a payé), puis retourne en Allemagne. Sorti de l'addiction, il suit cependant des traitements médicamenteux. À la veille du lancement de la campagne de promotion du nouvel album Back and In Attack, il meurt d'une overdose accidentelle de médicaments et d'alcool près de Francfort le 3 avril 1998. Il repose au Waldfriedhof de Munich.